# شيء للإجابة عنه
شيء للإجابة عنه (بالإنجليزية: Something to Answer For) هي رواية للكاتب الإنجليزي بيرسي هوارد نيوبي، نشرت عام 1968، عن دار نشر فابر آند فابر. 